# 上海地下鉄DC01型電車
上海地下鉄DC01型電車(しゃんはいちかてつDC01がたでんしゃ)は、上海軌道交通の1号線で運行されている通勤型電車である。

## 概要
1992年から1994年にかけて128両(16編成)がシーメンスおよびアドトランツにて製造された。1993年5月28日の1号線開業時より運行されている。

### 車体
車体はアルミニウム合金製で、片側両開き5扉である。白地に赤色の帯がある。

### 車内
車内は白色を基調とし、座席配置はオールロングシートである。ドア上には路線図、車端部には車内案内表示器が設置されている。

### 走行機器
制御装置は当初はAEG製のGTOチョッパ制御であったが、後に株洲南車時代電気製のIGBT-VVVF制御に更新されている。

## その他
2008年に全編成で8両編成化が行われ、その際にVVVF化改造が行われた。

### DC01A型
2004年に102編成の92113号車が事故により引退した。2007年に中国南車株洲電力機車により代替新造が行われ、それに伴いチョッパ制御からVVVF制御に更新された。その後、形式をDC01A型に変えて2007年9月に運行開始した。
DC01A型は2008年に他形式と同様8両編成化が行われた。

### DC01B型
101,103-110,114編成が該当。編成組み換えによる8両編成化が行われた編成。

### DC01C型
111-113,115,116編成が該当。中間車6両の新造による8両編成化が行われた編成(元の中間車は前者の編成へ供給)。